# 138626 Tanguybertrand
138626 Tanguybertrand este o planetă minoră (asteroid) din centura de asteroizi. A fost descoperită pe 28 august 2000 la Observatorio de Cerro Tololo⁠(d) de Marc Buie⁠(d). 
Obiectul prezintă o orbită caracterizată de o semiaxă mare de 3,0164677566493 UAi, o excentricitate de 0,10889841698015, o înclinație de 0,85103176078952 ° în raport cu ecliptica.